# تتراكسيتان
تتراكسيتان هو اسم شائع لمركب عضوي صيغته C16H28N4O8، ولهذا المركب نواة من حلقة مكونة من اثنتي عشرة ذرة، منها أربع ذرات للنتروجين (رباعي آزا)، مع وجود أربع روابط طرفية من حمض الخليك مرتبطة مع كل ذرة نتروجين. لهذا المركب الاسم النظامي 10،7،4،1-رباعي آزا حلقي الديكان-10،7،4،1-رباعي حمض الخليك، ويعرف أيضاً بالاختصار دوتا DOTA.

## التحضير
يحضر هذا المركب من تفاعل السكلين (10،7،4،1-رباعي آزا حلقي الديكان) مع أربعة مكافئات من برومو حمض الخليك.  وتلك هي الطريقة ذاتها التي حضر فيها هذا المركب لأول مرة سنة 1976.

## الخواص
يوجد المركب في الشروط القياسية على هيئة صلب أبيض.

## الاستخدامات
يستخدم مركب تتراكسيتان (DOTA) على شكل معقد استخلابي وله العديد من التطبيقات الطبية.